# Prenhac
Prenhac (en francès Preignac) és un municipi francès situat al departament de la Gironda i a la regió de la Nova Aquitània.

## Demografia
| 1962                                       | 1968  | 1975  | 1982  | 1990  | 1999  | 2007  |
| ------------------------------------------ | ----- | ----- | ----- | ----- | ----- | ----- |
| 2.184                                      | 2.227 | 2.096 | 1.958 | 1.992 | 2.096 | 2.148 |
| Des de 1962: població sense dobles comptes |       |       |       |       |       |       |

## Administració
| Període   | Identitat           | Partit |
| --------- | ------------------- | ------ |
| 2001-2008 | Gilles Filliatre    |        |
| 2008-     | Jean-Pierre Manceau |        |